# Himantozoum exile
Himantozoum exile är en mossdjursart som beskrevs av Gordon 1986. Himantozoum exile ingår i släktet Himantozoum och familjen Bugulidae. Inga underarter finns listade i Catalogue of Life.